# Wira Uljantschenko

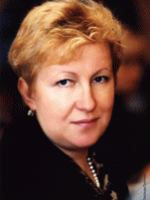
Wira Uljantschenko, 2002

Wira Iwaniwna Uljantschenko (ukrainisch Віра Іванівна Ульянченко, * 1. Februar 1958 in Oserjany bei Bobrowyzja, Oblast Tschernihiw, Ukrainische SSR), ist eine ukrainische Politikerin.

## Biografie
Wira Iwaniwna Uljantschenko wurde am 1. Februar 1958 in Ozeryany bei Bobrowyzja geboren. Sie schloss 1980 ihr Studium an der Taras-Schewtschenko-Universität in Kiew ab. Von 1980 bis 1981 unterrichtete sie an einer Schule in Kiew ukrainische Sprache und Literatur. Von 1987 bis 1990 war sie Abgeordnete im Kommunalrat des Kiewer Bezirks Radjansk. Von 1990 bis 1991 war sie als Referentin in der Ideologie-Abteilung des örtlichen Komitees der Kommunistischen Partei tätig. Von 1991 bis 1992 arbeitete sie als Redakteurin der Presseabteilung des Obersten Sowjet und später der Werchowna Rada. Im Jahr 1993 war sie die stellvertretende Beraterin von Präsident Leonid Krawtschuk bei wissenschaftlichen Angelegenheiten.
Von 1993 bis 1994 arbeitete sie als Handelsvertreterin der Reederei „Blasco“ in Kiew. Als der Vorsitzende dieser Firma Paul Kudyukin wegen des Vorwurfs der Unterschlagung von Firmeneigentum verhaftet wurde, zog Uljantschenko für die nächsten fünf Jahre in die USA. Laut ihrer eigenen Aussage tat sie dies ausschließlich deshalb, um dort ihre Tochter zu bekommen.
Von 2000 bis 2001 war sie die Assistentin des Ministerpräsidenten Wiktor Juschtschenko. Von 2002 bis 2005 war sie die Chefin des Sekretariats der Parlamentsfraktion Nascha Ukrajina. Von 2005 bis 2006 war sie Abgeordnete der Werchowna Rada. Von Juli 2006 bis Mai 2009 war sie die Gouverneurin der Oblast Kiew. Von Mai 2009 bis Februar 2010 war sie die Chefin des Sekretariats des Präsidenten der Ukraine.
Am 12. März 2011 erließ ein Bezirksgericht Floridas aufgrund des Verdachts auf „Geldwäsche“ und des „Exports von im Ausland gestohlenem Eigentum“ einen Haftbefehl gegen Uliantschenko. Sie selbst bezeichnete dies als „absolute Provokation“.
Am 31. Juli 2012 wurde Uljantschenko per Mehrheitsbeschluss aus ihrer Parlamentsfraktion ausgeschlossen. Weder der Vorsitzende der Fraktion Juschtschenko, noch Uljantschenko selbst wollten die Gründe dafür öffentlich machen.

## Privates
Uljantschenko ist verheiratet und hat eine Tochter.